# Le Jour d'Algérie
Pour les articles homonymes, voir Le Jour.
Le Jour d'Algérie (en arabe : يوم الجزائر) est un quotidien algérien francophone.